# Alberto Scotti

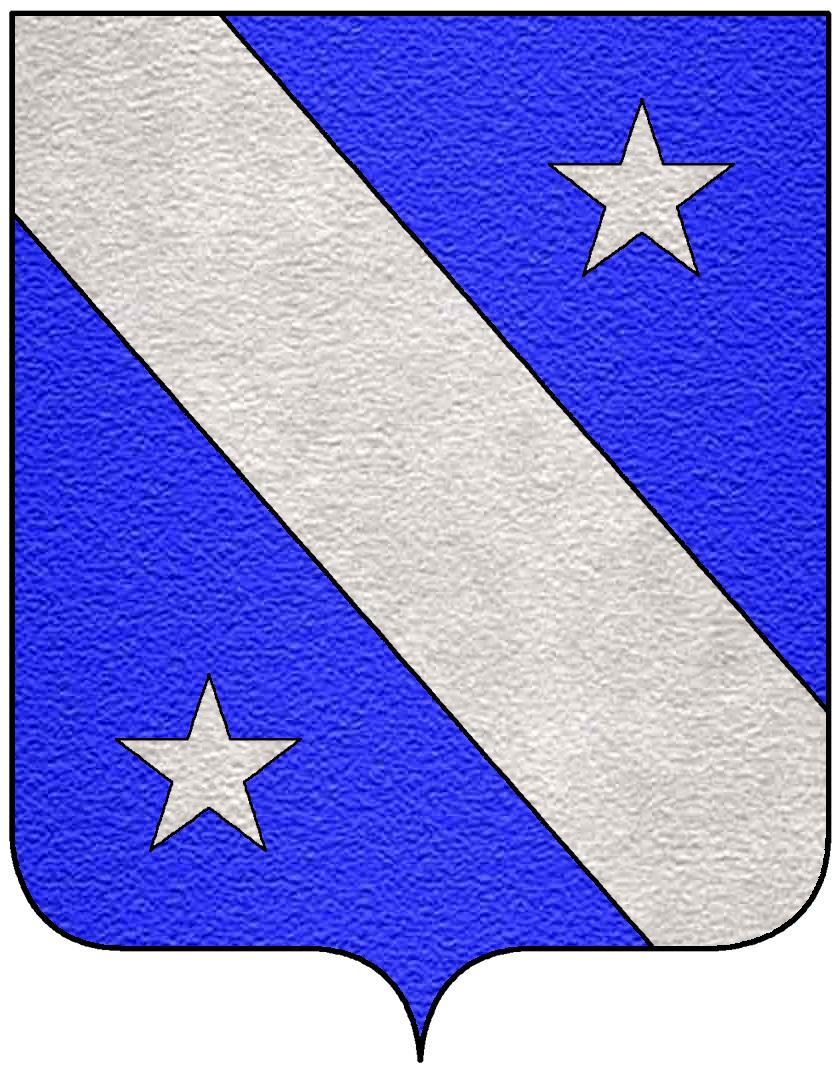
Stemma della famiglia Scotti

Alberto Scotti o Scoto (Piacenza, 1252 – Crema, 1318) è stato un nobile, banchiere e politico italiano, signore di Piacenza a più riprese tra il 1290 e il 1313, per un breve periodo tra il 1302 e il 1304 fu anche signore di Milano.

## Biografia

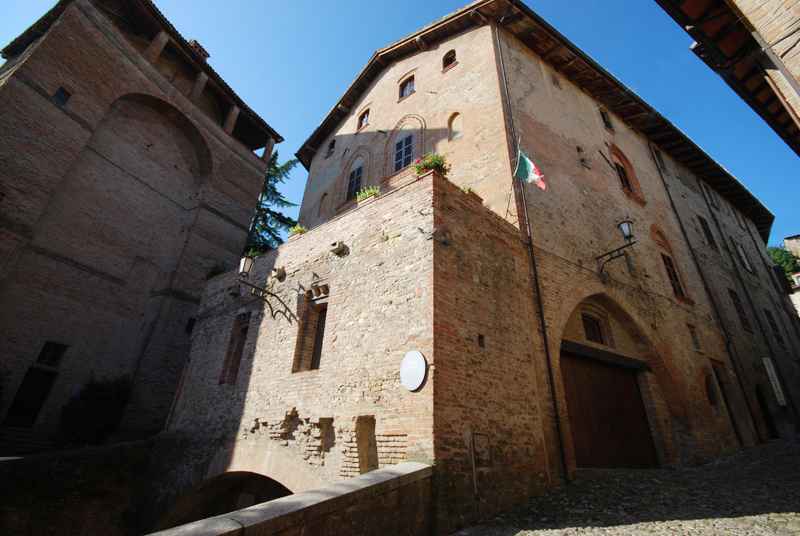
Il palazzo del duca a Castell'Arquato

Discendente della nobile famiglia Scotti Douglas, Alberto era figlio di Giovanni Scotti, a sua volta figlio di Lanfranco, e di Mabilia.
Nel 1290 divenne Signore di Piacenza, sfruttando il favore popolare e il risentimento contro i magnati della città. Conquistato il potere, l'anno seguente, nel 1291, fece bandire il suocero, Alberto Fontana, dalla città. Successivamente, espanse i propri possessi fino a Borgonovo e, in seguito, Tortona.
Da signore della città di Piacenza cercò di colpire le famiglie rivali degli Scotti Doulgas, in special modo la famiglia Landi, contro cui inviò dei soldati ad assediare il castello di Zavattarello, allora tenuto da Ubertino Landi. In seguito Zavattarello entrò a far parte dei possedimenti della famiglia Scotti Douglas.
Nel 1290 fondò la città di Castel San Giovanni iniziando la costruzione di un nuovo castello circondato da mura presso la pieve di Olubra, mentre nel 1292 fece edificare a Castell'Arquato il palazzo del Duca, che venne utilizzato come palazzo di giustizia.
Nel 1299 acquistò dal comune di Piacenza il possesso di Fombio e Valverde, ampliando così le sue fortune personali, mentre nei primi anni del Trecento avviò la fortifcazione del castello di Vigoleno.
In perenne lotta con i Visconti, nell'aprile del 1302 diventò capo di una lega antiviscontea insieme alle città di Cremona, Pavia, Novara, Vercelli, Lodi, Crema e al Monferrato a causa dell'ingratitudine a lui mostrata da Matteo Visconti. Il 2 giugno successivo, a Lodi, prese il comando degli eserciti di queste città marciando verso Cassano. Sconfitti i Visconti, il 13 giugno fu a Milano a discutere la pace di Pioltello. Diventato presidente del consiglio generale, affidò la guida della città per sei mesi al figlio, in qualità di rettore. In rotta con la famiglia Della Torre, si riavvicinò poi a Matteo Visconti con cui ebbe un incontro a Piacenza nel 1303. Tra il maggio e il dicembre del 1304 fu impegnato in una guerra con i Della Torre i quali riuscirono a sconfiggerlo assumendo la guida della lega guelfa di Lombardia e favorendo indirettamente il ritorno dei Visconti.
Passato così alla fazione ghibellina, nel 1304 venne cacciato da Piacenza subendo la distruzione di tutti i possedimenti detenuti nella città. Nel 1309 recuperò il potere per poi perderlo l'anno successivo e riconquistarlo ancora nel 1312.
Definitivamente cacciato dalla città nel 1313 a seguito della sconfitta patita da Galeazzo Visconti fu prima prigioniero a Milano e poi in fuga.
Nel 1317 venne catturato a Castell'Arquato e confinato a Crema dove trovò la morte l'anno successivo.

## Discendenza
Lasciò sette figli avuti dalla prima moglie, Giovanna, Franceschina, Mabilina, Pietro, Giacomo, Nicolò (capostipiti rispettivamente dei rami di Vicomarino, Castel San Giovanni e Fombio della famiglia Scotti Douglas) e Francesco I, il quale riaffermò nel 1335 il potere della sua famiglia su Piacenza, ma dovette cederlo l'anno successivo ad Azzone Visconti, signore di Milano. Dalla seconda moglie Sibillina Rozzoni non ebbe, invece, nessun figlio.